# 莱尔马
莱尔马（義大利語：Lerma），是意大利亚历山德里亚省的一个市镇。总面积14.54平方公里，人口883人，人口密度60.7人/平方公里（2009年）。ISTAT代码为006088。